# Marcus Sandell
Marcus Sandell (Espoo, 23 september 1987) is een Fins alpineskiër. Hij is gespecialiseerd in de reuzenslalom.

## Carrière
Sandell maakte zijn debuut in de wereldbeker op 12 november 2006 tijdens de slalom in het Finse Levi. Zijn beste resultaten behaalde hij in het seizoen 2012/2013, waardoor hij ook 8e eindigde in de eindstand van de wereldbeker in de reuzenslalom.
Sandell nam tweemaal deel aan de Olympische winterspelen. In 2010 in Vancouver haalde hij de finish niet tijdens de tweede run in de reuzenslalom. In 2014 nam hij deel aan de Olympische Winterspelen in Sotsji. Dit keer sneuvelde Sandell al in de eerste run van de reuzenslalom.

## Resultaten

### Wereldkampioenschappen
| Jaar | Plaats            | Resultaten                    |
| ---- | ----------------- | ----------------------------- |
| 2007 | Åre               | DNF1 Reuzenslalom DNF2 Slalom |
| 2009 | Val-d'Isère       | 16e Reuzenslalom DNF2 Slalom  |
| 2011 | Garmisch-P.       | 10e Reuzenslalom DNF1 Slalom  |
| 2013 | Schladming        | 12e Reuzenslalom 29e Super G  |
| 2015 | Vail/Beaver Creek | 14e Reuzenslalom              |

### Olympische Spelen
| Jaar | Plaats    | Resultaten        |
| ---- | --------- | ----------------- |
| 2010 | Vancouver | DNF2 Reuzenslalom |
| 2014 | Sotsji    | DNF1 Reuzenslalom |

### Wereldbeker

#### Eindklasseringen
| Seizoen   | Algm | RS  | SC  |
| --------- | ---- | --- | --- |
| 2006/2007 | 120e | 36e | -   |
| 2007/2008 | 59e  | 16e | -   |
| 2008/2009 | 78e  | 24e | 46e |
| 2010/2011 | 99e  | 28e | -   |
| 2011/2012 | 58e  | 19e | -   |
| 2012/2013 | 33e  | 8e  | -   |
| 2013/2014 | 56e  | 21e | -   |
| 2014/2015 | 62e  | 18e | -   |
| 2015/2016 | 58e  | 16e | -   |
| 2016/2017 | 135e | 50e | -   |